# Eszközhatározó
Az eszközhatározó azt fejezi ki, hogy az alaptagban megnevezett cselekvés, történés, állapotváltozás stb. milyen eszközzel megy végbe, kinek vagy minek a segítségével valósul meg.
Alaptagja lehet ige (fejszével aprítja a fát) vagy igenév (főnévi: fejszével aprítani; melléknévi: fejszével aprító/aprított/aprítandó; határozói: fejszével aprítva). Az eszközhatározó lehet az alaptag kötelező vonzata, amennyiben a mondat nélküle hiányos lenne, fakultatív vonzata, amikor fontos lehet a szerkezetben, ám elhagyható vagy lehet az alaptag szabad bővítménye.
Egyes más határozókhoz hasonlóan az eszközhatározó is lehet tárgyi szerepű, amennyiben a cselekvés objektumát (tárgyát) jelöli. Ez legkönnyebben azon esetekben állapítható meg, amikor a határozó tárggyal váltakozik (például: kővel dobálja a fiút – követ dobál a fiúhoz), ám ezekben az esetekben az eszközhatározó mindig vonzat, és sosem szabad bővítmény.
Kérdései: kivel? mivel? ki/mi által? kinek/minek a segítségével?

## Az eszközhatározó a mondatban
Az eszközhatározó a mondatban mint ragos névszó, mint névutós névszó, vagy mint határozószó fordul elő.

### Ragos névszó mint eszközhatározó
Az eszközhatározó tipikus ragjai:
- -val/-vel: fejszével aprítja a fát
- -ért: aranyért vettem
- -n; -on/-en/-ön: kukoricán hízlal, furulyán játszik
- -tól/-től: Pistától üzenem édesanyámnak
- -ban/-ben: vödörben hozza a vizet
- -ból/-ből: a maga erejéből végzi a munkát[1]

### Névutós névszó mint eszközhatározó
A legjellemzőbb névutó a ragtalan névszókhoz kapcsolódó által illetve jellemző még a révén, útján, árán, segítségével Pl. A kerítés végül elkészülhetett az új kalapács segítségével.

### Határozószó mint eszközhatározó
Elsősorban határozószói névmással szokás kifejezni (ezáltal, azáltal)

## Az eszközhatározóval rokon mondatrészek

### Módhatározó
Az eszközhatározó a módhatározó rokona, ám az eszközhatározó azáltal mutat rá az esemény lefolyásának módjára, hogy rámutat arra az eszközre, mely által az végbemegy. Ennek egyik jele, hogy felelhetnek a módhatározók hogyan? miképpen? kérdéseire.

### Eszközlő határozó
Az eszközlő határozó a műveltető ige fakultatív vonzata (kimosatja a ruhát a feleségével), vagy a passzív jelentésű igék, igenevek vonzata (A levél a küldött által olvastatott fel), lehet -val/-vel ragos főnév (A barátjával hozatja be a vizet), által névutós főnév (a barátja által hozatja be a vizet), vagy főnévi névmás (Velem hozatja be a vizet). Az eszközhatározóval ellentétben az eszközlő határozó a cselekvőt, és nem a szimpla eszközt nevezi meg. Tehát például a vödörrel hozatja be a vizet szerkezet esetében a vödörrel -val/vel ragos főnév eszközhatározó, míg a barátjával hozatja be a vizet szerkezetben a barátjával eszközlő határozó. A kettő megkülönböztetésének módja a műveltető ige cselekvővé alakítása: míg a vödörrel hozza be a vizet eszközhatározós mondat jól formált, addig a *barátjával hozza be a vizet nem az. Az eszközlő határozós szerkezet esetében az eszközlő határozónak az átalakítás után alanyesetben kellene állnia: a barátja hozza be a vizet.